# Castellar (Alpes-Maritimes)
Pour les articles homonymes, voir Castellar.

Les langues des Alpes-Maritimes avec Castellar, de parler mentonasque
vivaro-alpin (mentonasque)
provençal maritime
niçard
vivaro-alpin ou gavot intermédiaire
vivaro-alpin (alpin)
Brigasque (Royasque)
Tendasque (Brigasque-Royasque)
Figoun (ligure colonial)

Castellar est une commune française située près de Menton dans le département des Alpes-Maritimes, en région Provence-Alpes-Côte d'Azur.
Ses habitants sont appelés les Castellarois.

## Géographie

### Localisation
Castellar se situe à sept kilomètres de Menton, treize de Castillon, quinze de Sospel et vingt six de Olivetta San Michele.

### Géologie et relief
Village situé sur la colline Saint-Sébastien et formé en quadrilatère, jadis fortifié, dont la pointe de l’éperon Sud est occupée par l’église, au pied des falaises qui marquent la frontière avec l’Italie.
Vue sur le littoral et les derniers contreforts des Alpes qui se jettent dans la mer.
La commune se compose de 74,97 hectares de territoires artificialisés (6,11 %), 5,92 hectares de territoires agricoles (0,48 %) et 1 147,07 hectares de forêts et milieux semi-naturels (93,41 %).
Espaces naturels :
- Un espace protégé Natura 2000 :

Vallée du Carei - collines de Castillon.
- Trois zones naturelles d'intérêt écologique, faunistique et floristique (Znieff) :

Chaînons frontaliers de Sospel à Menton,
Sainte-Agnès,
Tête de Cuore - Mont Mulacté.
- Site bioarchéologique :

Pendimoun (abri).

### Sismicité
Le plus fort séisme ressenti a été celui du 23 février 1887, d'intensité épicentrale IX, l'épicentre étant situé sur la commune de Castellar.
La commune est située dans une zone sismique de niveau 4. La mise au point d'un Plan de prévention des risques est à l'étude.

### Hydrographie et les eaux souterraines
Cours d'eau sur la commune ou à son aval :
- Castellar voit le passage du petit fleuve côtier le Careï, 10 km[12] qui se jette dans la mer Méditerranée sous le casino de Menton.

Et elle est commune source pour le petit cours d'eau du Fossan, 5,3 km, qui se jette à l'ouest du Bastion et du Vieux Port de Menton.
- Ruisseau de l'albaréa[14].

Castellar dispose de la station d'épuration intercommunale de Menton d'une capacité de 80 000 Équivalent-habitants.

### Climat
Pour des articles plus généraux, voir Climat de Provence-Alpes-Côte d'Azur et Climat des Alpes-Maritimes.
En 2010, le climat de la commune est de type climat méditerranéen franc, selon une étude du Centre national de la recherche scientifique s'appuyant sur une série de données couvrant la période 1971-2000. En 2020, Météo-France publie une typologie des climats de la France métropolitaine dans laquelle la commune est exposée à un climat méditerranéen et est dans la région climatique Var, Alpes-Maritimes, caractérisée par une pluviométrie abondante en automne et en hiver (250 à 300 mm en automne), un très bon ensoleillement en été (fraction d’insolation > 75 %), un hiver doux (8 °C) et peu de brouillards.
Pour la période 1971-2000, la température annuelle moyenne est de 13,8 °C, avec une amplitude thermique annuelle de 15 °C. Le cumul annuel moyen de précipitations est de 866 mm, avec 5,7 jours de précipitations en janvier et 2,3 jours en juillet. Pour la période 1991-2020, la température moyenne annuelle observée sur la station météorologique de Météo-France la plus proche, « Peille », sur la commune de Peille à 8 km à vol d'oiseau, est de 10,8 °C et le cumul annuel moyen de précipitations est de 935,0 mm. 
La température maximale relevée sur cette station est de 35 °C, atteinte le 28 juin 2019 ; la température minimale est de −10,3 °C, atteinte le 27 février 2018,,.
Les paramètres climatiques de la commune ont été estimés pour le milieu du siècle (2041-2070) selon différents scénarios d'émission de gaz à effet de serre à partir des nouvelles projections climatiques de référence DRIAS-2020. Ils sont consultables sur un site dédié publié par Météo-France en novembre 2022.

### Voies de communications et transports

#### Voies routières
Village desservi par la départementale 24.

#### Transports en commun
- Transport en Provence-Alpes-Côte d'Azur

Le village est desservi par la ligne 6 du réseau Zest au départ de la gare routière de Menton.

### Communes limitrophes
| Castillon | Sospel    | Olivetta San Michele (it) |
| Menton    | Castellar | Vintimille (it)           |
| Menton    | Menton    | Vintimille (it)           |

### Intercommunalité
La commune est membre de la Communauté d'agglomération de la Riviera Française.

## Urbanisme

### Typologie
Au 1er janvier 2024, Castellar est catégorisée ceinture urbaine, selon la nouvelle grille communale de densité à 7 niveaux définie par l'Insee en 2022.
Elle appartient à l'unité urbaine de Menton-Monaco (partie française), une agglomération internationale dont elle est une commune de la banlieue,. Par ailleurs la commune fait partie de l'aire d'attraction de Monaco - Menton (partie française), dont elle est une commune de la couronne,. Cette aire, qui regroupe 12 communes, est catégorisée dans les aires de 50 000 à moins de 200 000 habitants,.

### Occupation des sols
L'occupation des sols de la commune, telle qu'elle ressort de la base de données européenne d’occupation biophysique des sols Corine Land Cover (CLC), est marquée par l'importance des forêts et milieux semi-naturels (93,4 % en 2018), en diminution par rapport à 1990 (94,5 %). La répartition détaillée en 2018 est la suivante : 
forêts (50,4 %), milieux à végétation arbustive et/ou herbacée (33,5 %), espaces ouverts, sans ou avec peu de végétation (9,5 %), zones urbanisées (6,1 %), zones agricoles hétérogènes (0,5 %).
L'évolution de l’occupation des sols de la commune et de ses infrastructures peut être observée sur les différentes représentations cartographiques du territoire : la carte de Cassini (XVIIIe siècle), la carte d'état-major (1820-1866) et les cartes ou photos aériennes de l'IGN pour la période actuelle (1950 à aujourd'hui).

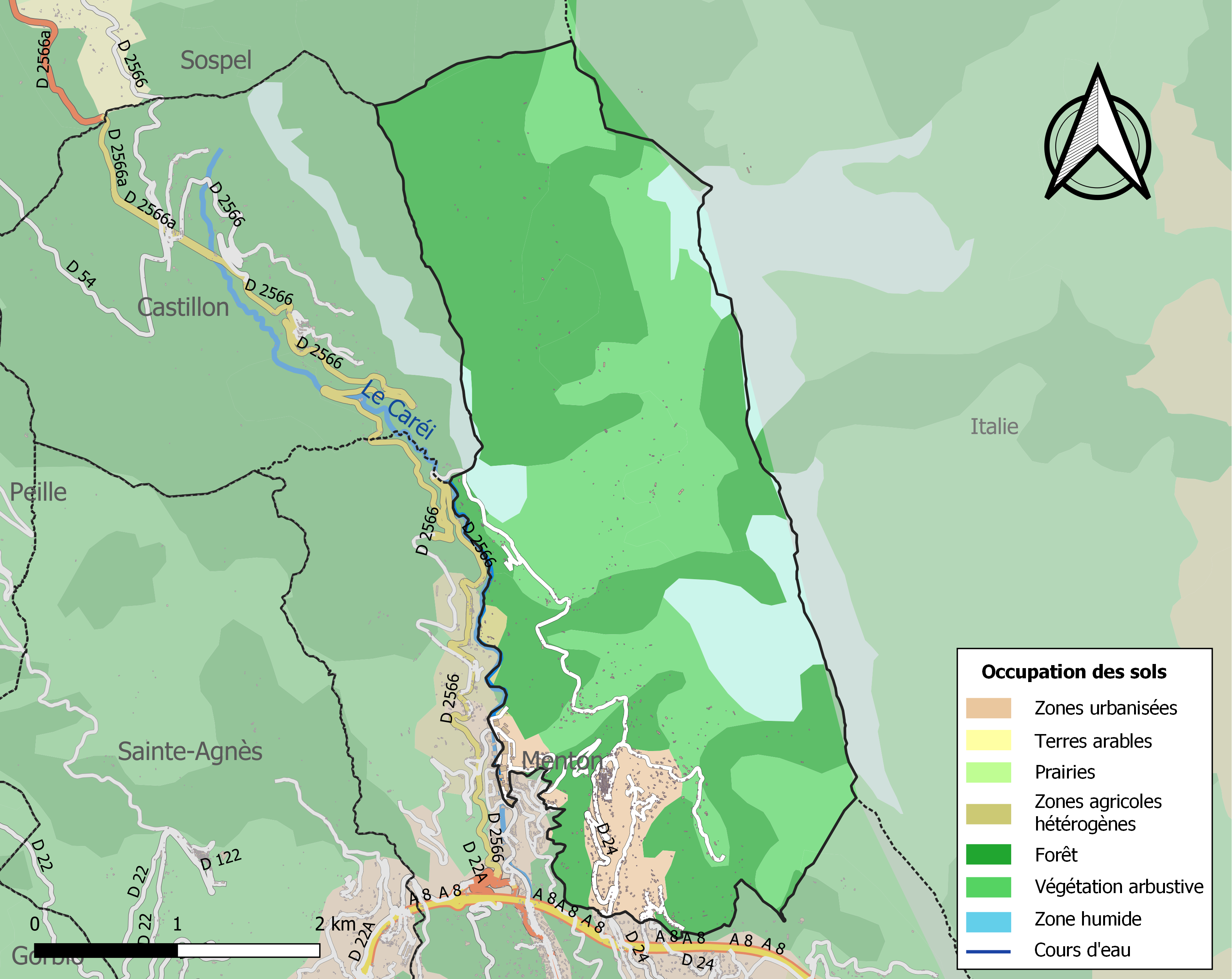
Carte de l'occupation des sols de la commune en 2018 (CLC).

## Toponymie
Castellar attesté en 1257 en occitan, Castellar, formé de castèl, du latin castellum (< castrum) avec le suffixe -ar, du. latin -are. 
Le sens du suffixe serait « le lieu », ce qui donnerait pour le nom entier « le lieu du château» .

## Histoire

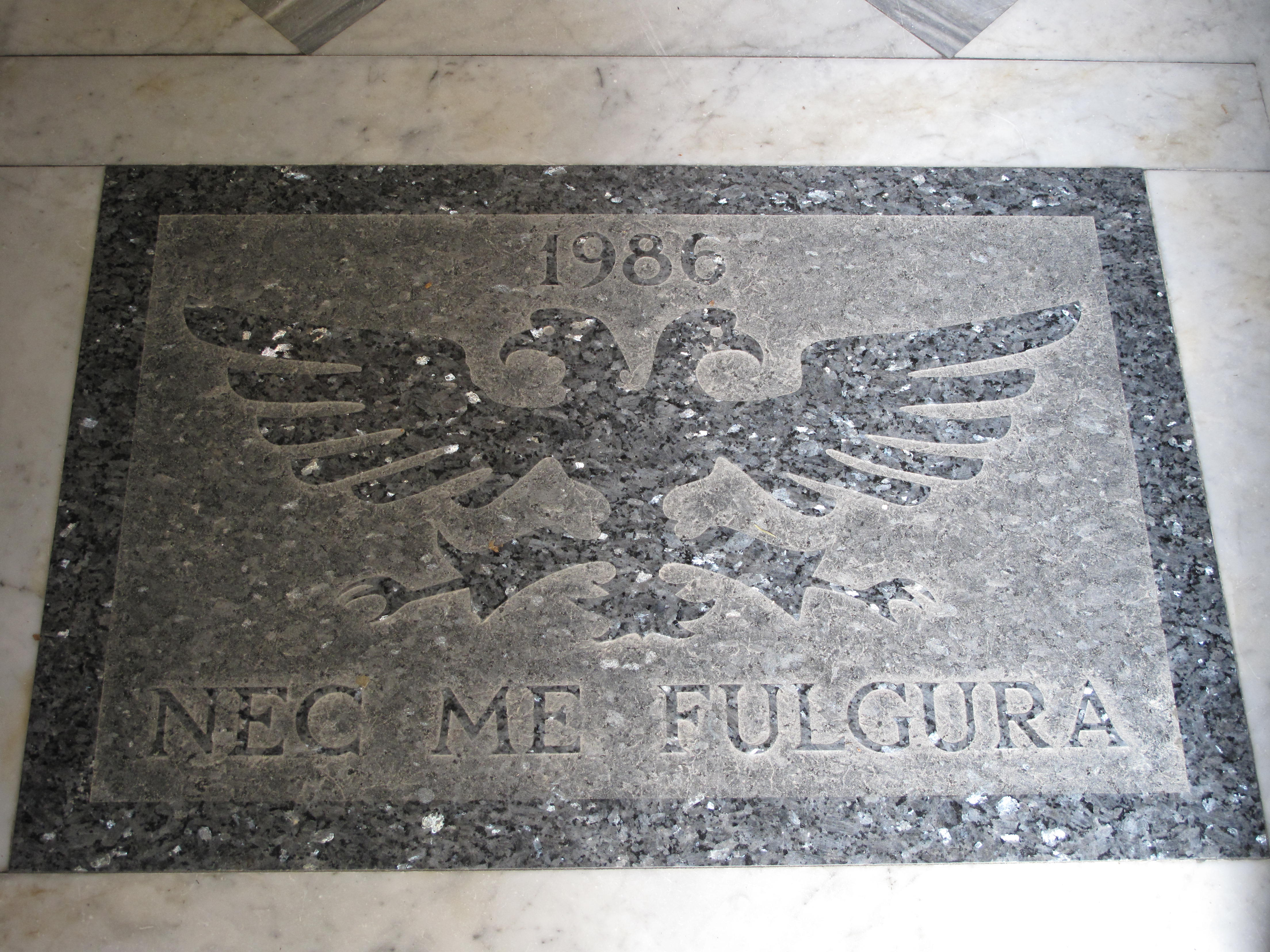
Seuil de l'église avec la devise du village.

Le premier village de Castellar - Vieux Castellar - se trouvait sur un éperon rocheux situé au nord-est du village actuel.
Le nom de Castellar apparaît pour la première fois le 19 janvier 1258 dans un acte de cession du territoire du comte de Vintimille au comte de Provence, Charles Ier d'Anjou.
En 1261, le comte Guillaume-Pierre de Vintimille se maria avec Eudoxie Lascaris, de la famille impériale de Byzance. Les descendants portent alors le nom de Lascaris.
Le château est cité en 1302 et aurait été construit par le municipe de Peille.
1388, dédition de Nice. Le comté de Nice passe sous le contrôle des comtes puis ducs de Savoie.
Le 1er février 1435, Guillaume Lascaris de Castellar, fils de Guy, teste devant les notaires Johano Novelo et Dominico Botino de Menton en faveur de ses enfants, Antoine, Barthélemy, Guillaumette et Violante.
Les menaces d'agressions par les Sarrasins ayant diminué, une convention est passée le 30 septembre 1435 entre les habitants de Vieux-Castellar et Louis et Henri Lascaris, seigneurs de Gorbio et du Castellar ainsi que leurs neveux Antoine et Barthélemy, héritiers de Guillaume : Il est permis à ces derniers de transporter le village à un endroit plus commode sur la colline de Saint-Sébastien et d'y bâtir à leur frais, dans l'espace de cinq années, vingt-neuf maisons de même hauteur et largeur, de les fortifier par une enceinte extérieure et de les habiters avec leurs familles en hommes liges et féaux sujets.
Cette fondation du nouveau Castellar explique la disposition régulière du village le long de rues droites et parallèles.
Le 30 août 1443 et le 24 novembre 1445, Antoine et Barthélemy Lascaris se réservent Castellar tandis que leurs oncles Ludovic et Henri se partagent Gorbio et Châteauneuf-de-Grasse.
Les seigneurs de Castellar appartiennent tous à la famille Lascaris de Vintimille.

## Politique et administration
| Période                                  | Période             | Identité                 | Étiquette   | Qualité |
| ---------------------------------------- | ------------------- | ------------------------ | ----------- | --- |
| Les données manquantes sont à compléter. |                     |                          |             | |
| maire en 1865                            | ?                   | Adraste Abbo             |             | Propriétaire |
| maire en 1931                            | ?                   | M. Gaziello              | Républicain | |
| avant 1981                               | 1983                | André Ducat              | PCF         | |
| 1983                                     | 1995                | Jean Albin               |             | |
| 1995                                     | démissionnaire      | Michel Stoecklin         |             | Dans l'impossibilité d'assumer sa fonction, Guy Olivari, alors tête de liste, cède sa place à Michel Stoecklin. Le refus de démissionner quelques mois plus tard de ce dernier, entraîne une scission entre les deux hommes et près de la moitié des conseillers municipaux démissionnent, permettant une nouvelle élection |
| 1996                                     | mars 2001           | Michel Stoecklin         |             | Une élection municipale partielle, avec cette fois deux listes distinctes emmenées par Guy Olivari et par Michel Stoecklin, eût lieu en 1996, amenant à l'élection de Michel Stoecklin |
| 2001                                     | démissionnaire 2004 | Guy Olivari              |             | Une élection municipale partielle eût lieu en 2004, amenant l'élection d'Huguette Layet alors premier adjoint celle-ci ayant obtenu ce poste à la suite de la démission du précédent premier adjoint. |
| 2004                                     | 2020                | Huguette Layet           | CNIP        | Propriétaire Seule candidate, Huguette Layet est réélue pour la première fois |
| mai 2020                                 | En cours            | Anne-Marie Arsento-Curti | DVD         | |

### Budget et fiscalité 2023

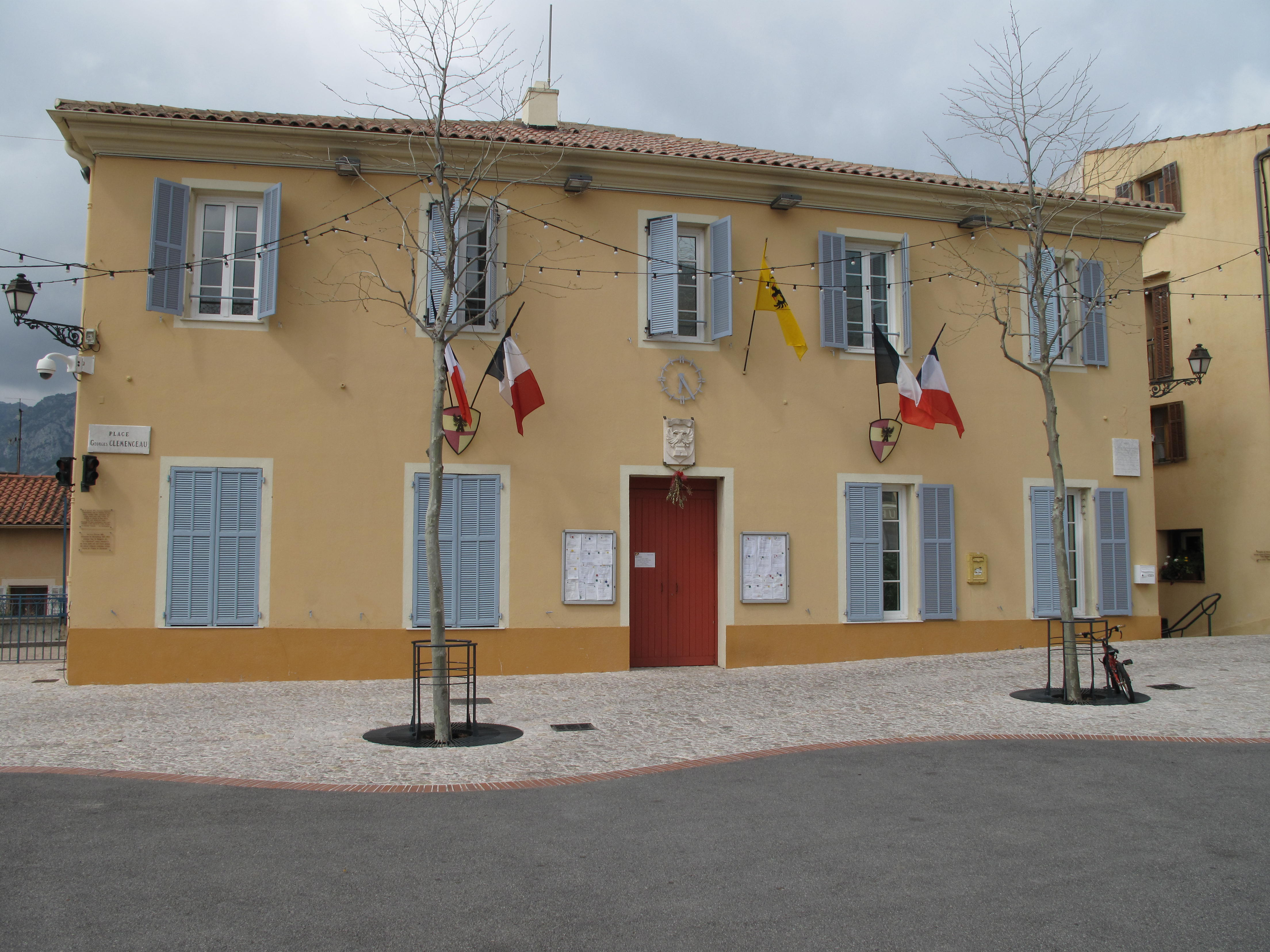
Mairie de Castellar.

En 2023, le budget de la commune était constitué ainsi :
- total des produits de fonctionnement : 900 000 €, soit 3 251 € par habitant ;
- total des charges de fonctionnement : 334 000 €, soit 1 205 € par habitant ;
- total des ressources d'investissement : 22 000 €, soit 80 € par habitant ;
- total des emplois d'investissement : 163 000 €, soit 589 € par habitant ;
- endettement : 231 000 €, soit 833 € par habitant.

Avec les taux de fiscalité suivants :
- taxe d'habitation : 12,61 % ;
- taxe foncière sur les propriétés bâties : 30,72 % ;
- taxe foncière sur les propriétés non bâties : 11,34 % ;
- taxe additionnelle à la taxe foncière sur les propriétés non bâties : 0,00 % ;
- cotisation foncière des entreprises : 0,00 %.

Chiffres clés Revenus et pauvreté des ménages en 2021 : médiane en 2021 du revenu disponible, par unité de consommation : 23 080 €.

## Population et société

### Démographie

#### Évolution démographique
L'évolution du nombre d'habitants est connue à travers les recensements de la population effectués dans la commune depuis 1793. Pour les communes de moins de 10 000 habitants, une enquête de recensement portant sur toute la population est réalisée tous les cinq ans, les populations de référence des années intermédiaires étant quant à elles estimées par interpolation ou extrapolation. Pour la commune, le premier recensement exhaustif entrant dans le cadre du nouveau dispositif a été réalisé en 2007.

En 2022, la commune comptait 1 042 habitants, en évolution de −1,61 % par rapport à 2016 (Alpes-Maritimes : +2,85 %, France hors Mayotte : +2,11 %).
| 1793 | 1800 | 1806 | 1822 | 1838 | 1848 | 1858 | 1861 | 1866 |
| ---- | ---- | ---- | ---- | ---- | ---- | ---- | ---- | ---- |
| 465  | 400  | 462  | 649  | 691  | 764  | 804  | 786  | 788  |

| 1872 | 1876 | 1881 | 1886 | 1891 | 1896 | 1901 | 1906 | 1911 |
| ---- | ---- | ---- | ---- | ---- | ---- | ---- | ---- | ---- |
| 752  | 718  | 751  | 707  | 734  | 726  | 669  | 644  | 563  |

| 1921 | 1926 | 1931 | 1936 | 1946 | 1954 | 1962 | 1968 | 1975 |
| ---- | ---- | ---- | ---- | ---- | ---- | ---- | ---- | ---- |
| 454  | 480  | 561  | 427  | 297  | 320  | 344  | 320  | 353  |

| 1982 | 1990 | 1999 | 2006 | 2007 | 2012 | 2017  | 2022  | - |
| ---- | ---- | ---- | ---- | ---- | ---- | ----- | ----- | - |
| 533  | 638  | 821  | 929  | 944  | 963  | 1 100 | 1 042 | - |

### Enseignement
Établissements d'enseignements :
- Écoles maternelle et primaire,
- Collèges à Menton,
- Lycées à Menton, Monaco.

### Santé
Professionnels et établissements de santé :
- Médecins à Menton,
- Pharmacies à Menton,
- Hôpitaux à Menton.

### Cultes
Culte catholique, église saint-Pierre, Diocèse de Nice.

## Économie

### Entreprises et commerces

#### Agriculture
- Culture de l'olivier[40].
- Polyculture[41].

#### Tourisme
- Camping à la ferme[42].
- Chambres d'hôtes

#### Commerces
- Commerces de proximité[43].

## Culture locale et patrimoine

### Lieux et monuments
- Le palais Lascaris

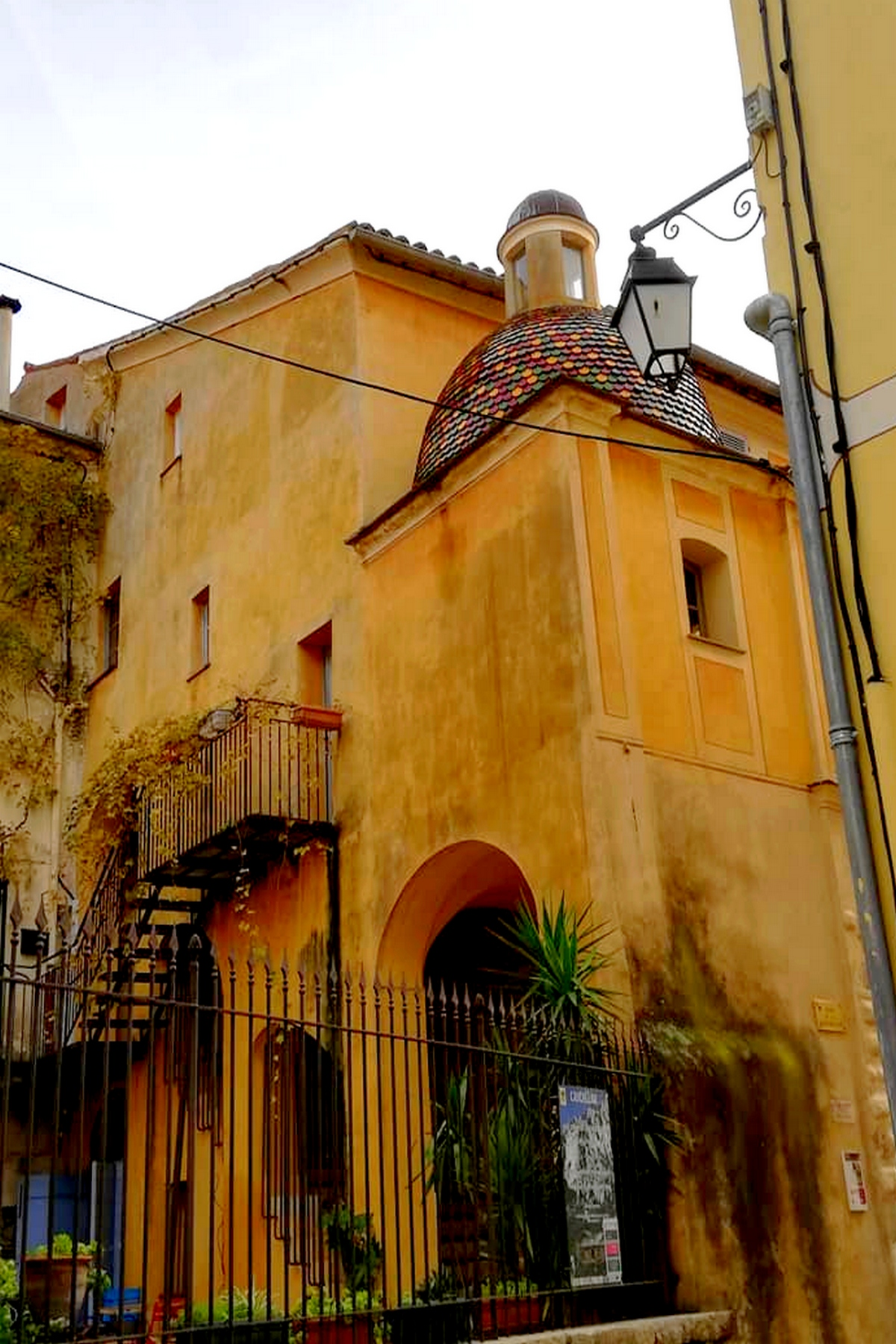
Palais Palazzo Lascaris de Vintimille à Castellar.

Le palais a été construit au début du XVe siècle quand le village de Castellar a été reconstruit à partie de 1435 sur le site actuel par les comtes de Vintimille. Leur blason est encore visible sur le porche. Le palais était bâti de part et d'autre de la rue. Seule subsiste de ce palais la partie située face à l'église, l'ancien Turris. Jean-Paul Lascaris (1560-1657) y est né.
Dans le palais actuel, appelé la Casa Grande, ne subsiste plus d'élément antérieur au XVIIe siècle. Il a été partiellement détruit au cours du tremblement de terre en 1564. Son entrée se fait par une tour-porche surmontée d'un dôme. Une chambre au deuxième étage a conservé un décor en stuc caractéristique du baroque niçois du XVIIe siècle. Un escalier monumental permet d'accéder à l'étage noble.
Le palais a été vendu comme bien national en 1796. Cette vente a conduit à sa transformation en habitation collective.
Les parties de l'ancien palais non habitées et non occupées sont rachetées progressivement, depuis 1987, par la commune de Castellar qui souhaite les réhabiliter. La commune y a installé un espace culturel avec une exposition permanente gratuite consacré au site de l'abri Pendimoun datant du mésolithique.
- L'église Saint-Pierre

L'église a commencé à être construite après le transfert du village de Castellar sur le site actuel. Elle était orientée est-ouest, avec l'entrée à côté du clocher.
À côté du clocher, on peut voir une pierre gravée « asile de pauvres » rappelant que le village possédait un hôpital accueillant des malades à faible revenu.
Au XVIe siècle, l'église est agrandie et réorientée sud-nord jusqu'en 1844. L'autel est alors placé au nord après la construction d'une nouvelle abside. L'entrée est au sud.
Elle est réaménagée en 1867 et restaurée après le tremblement de terre de 1887 qui a détruit la chapelle extérieure de Saint-Jean-Baptiste, chapelle funéraire des comtes de Lascaris.
Le patrimoine mobilier de l'église paroissiale Saint-Pierre :
médaillons et leur cadre : sainte Lucie et sainte Ursule,
tableau et son cadre : saint François d'Assise recevant les stigmates,
tombeau (gisant) du Christ et sa litière,
porte de tabernacle,
seau à aspersion,
navette à encens,
calice,
ostensoir,
calice et patène.
- Chapelle des Pénitents blancs

Elle se trouve 53 rue du général Sarrail, face à l'église. Elle semble dater du XVIIe siècle. Le linteau de la porte, en pierre gravée, représente deux Pénitents portant cagoule et encensant le Saint Esprit, symbolisé par la colombe. Au-dessus, une inscription en latin « Alborvm Sodalitivm In Honorem Spiritvs Sancti » MDCCCLIV (Confrérie des Blancs en l'honneur du Saint Esprit, 1854) .
- Chapelle des Pénitents noirs

« Mère Miséricorde », rue du général Sarrail. Elle possède un clocheton.
- Chapelle Saint-Sébastien

Chapelle de style roman tardif, située dans le cimetière.
- Chapelle Saint-Antoine de Castellar.
- Chapelle Saint-Bernard de Col Saint-Bernard.
- Chapelle Saint-Jean-Baptiste de Castellar.
- Chapelle Saint-Roch dite chapelle du Bon-Voyage de Castellar.
- Enceinte fortifiée de la ville

Du rempart, construit aux XVe et XVIe siècles, il subsiste des tours, place de l'Hôtel-de-ville et rue Arson. La porte fortifiée a été construite en 1548 après le siège de Nice par les troupes françaises commandées par François Ier de France, aidé par les Turcs et les barbaresques.
- Le moulin à huile

Moulin à huile communal de 1948, toujours en activité.
- Vestiges de Vieux Castellar

Le Vieux Castellar, situé sur un éperon rocheux, au nord-est du village actuel. On y accède par un chemin et 1 heure de marche.
Il apparaît pour la première fois dans un acte de cession du village du comte de Vintimille au comte de Provence, le 19 janvier 1258.
Le château est cité en 1302.

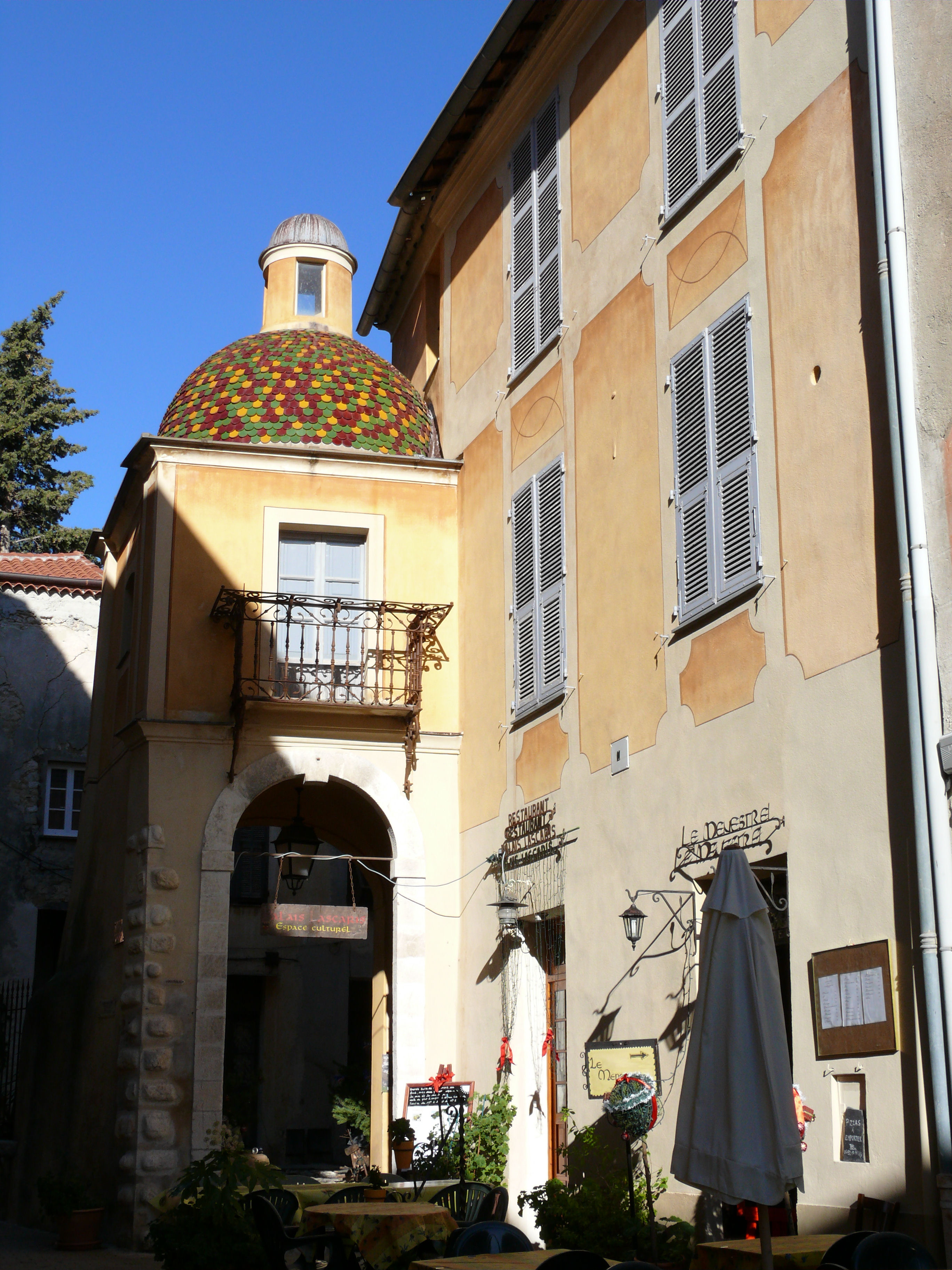
Palais Lascaris
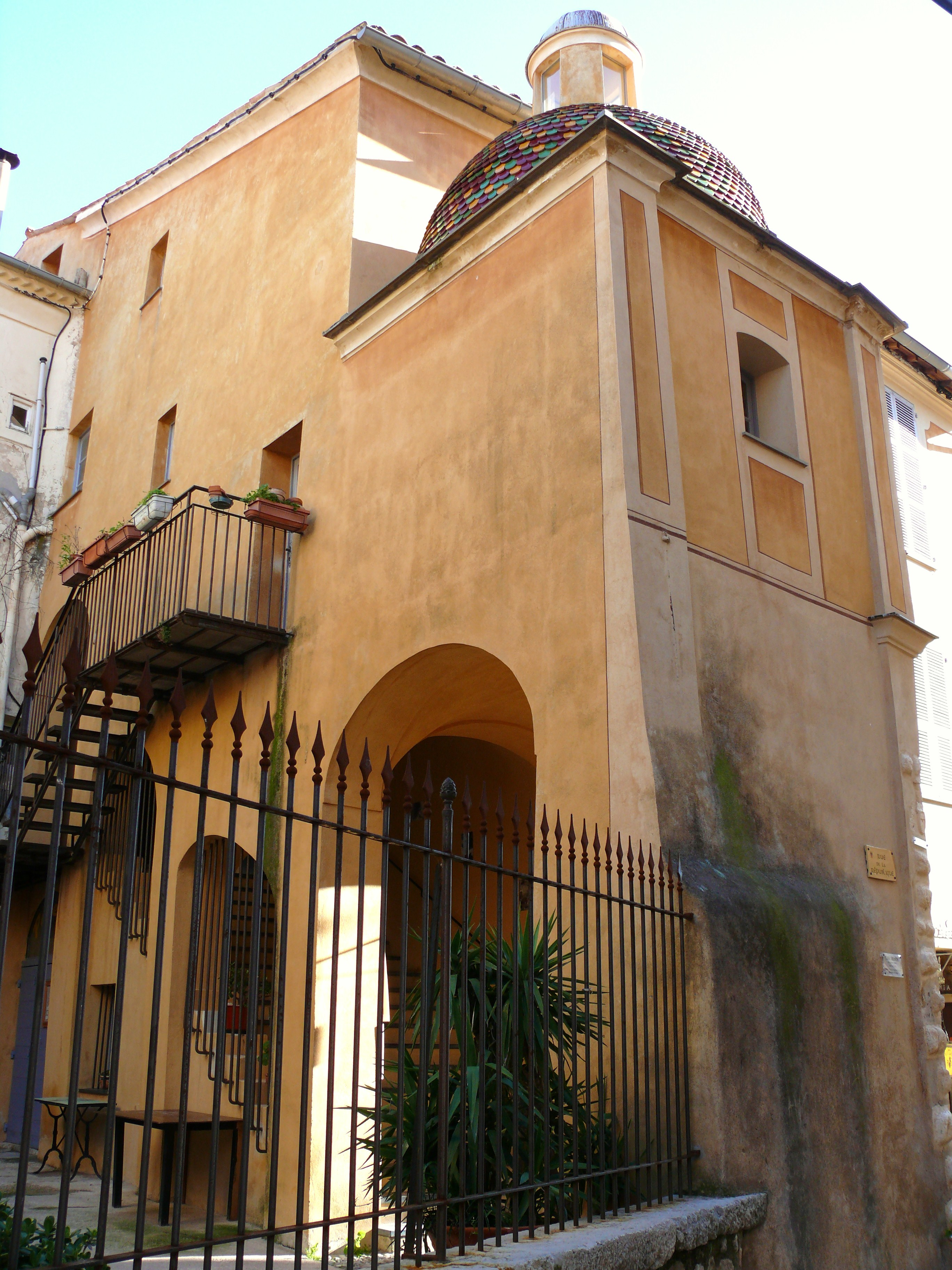
Palais Lascaris
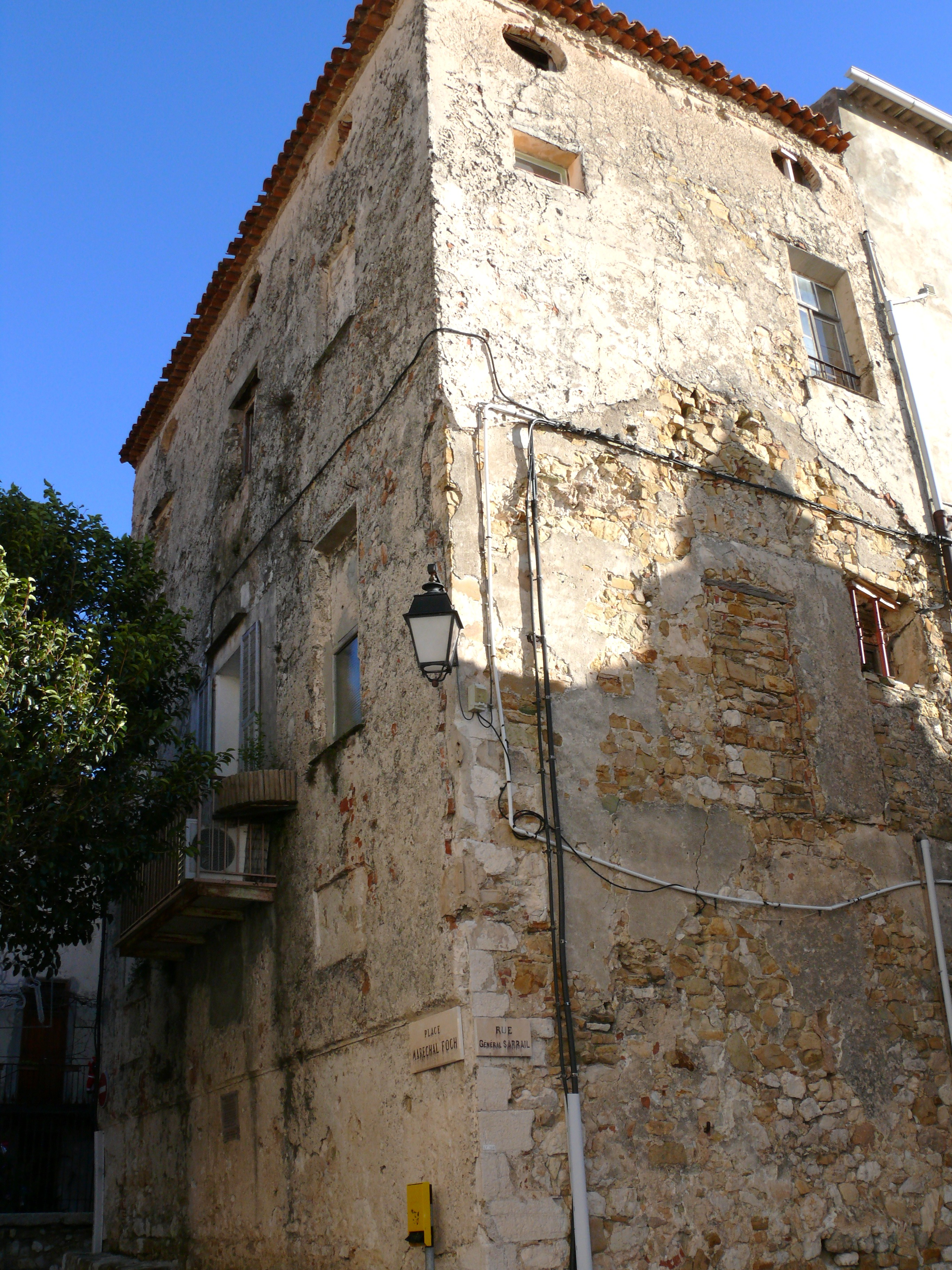
Vestiges du palais des comtes de Vintimille, Turris, face à l'église
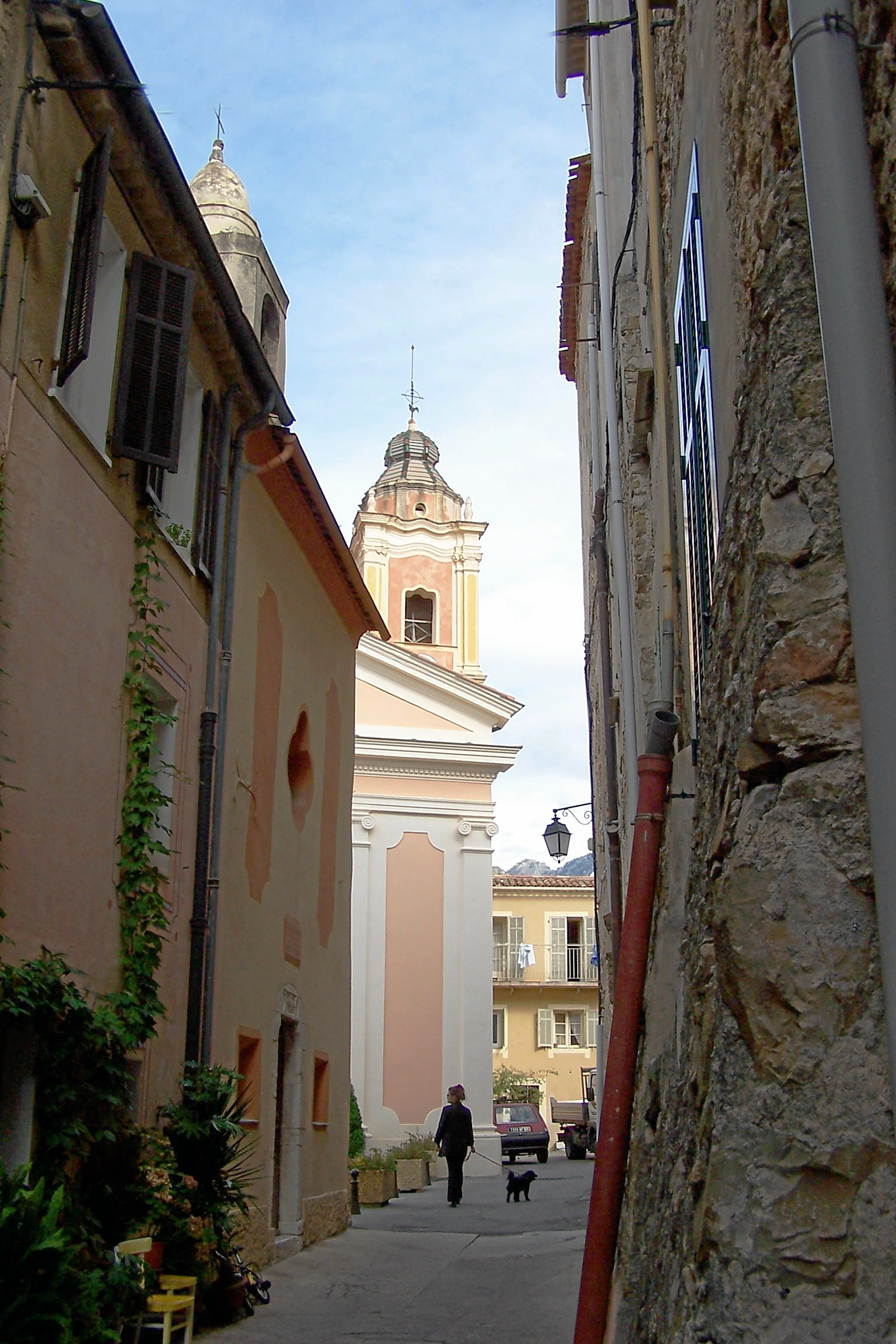
L'église Saint-Pierre
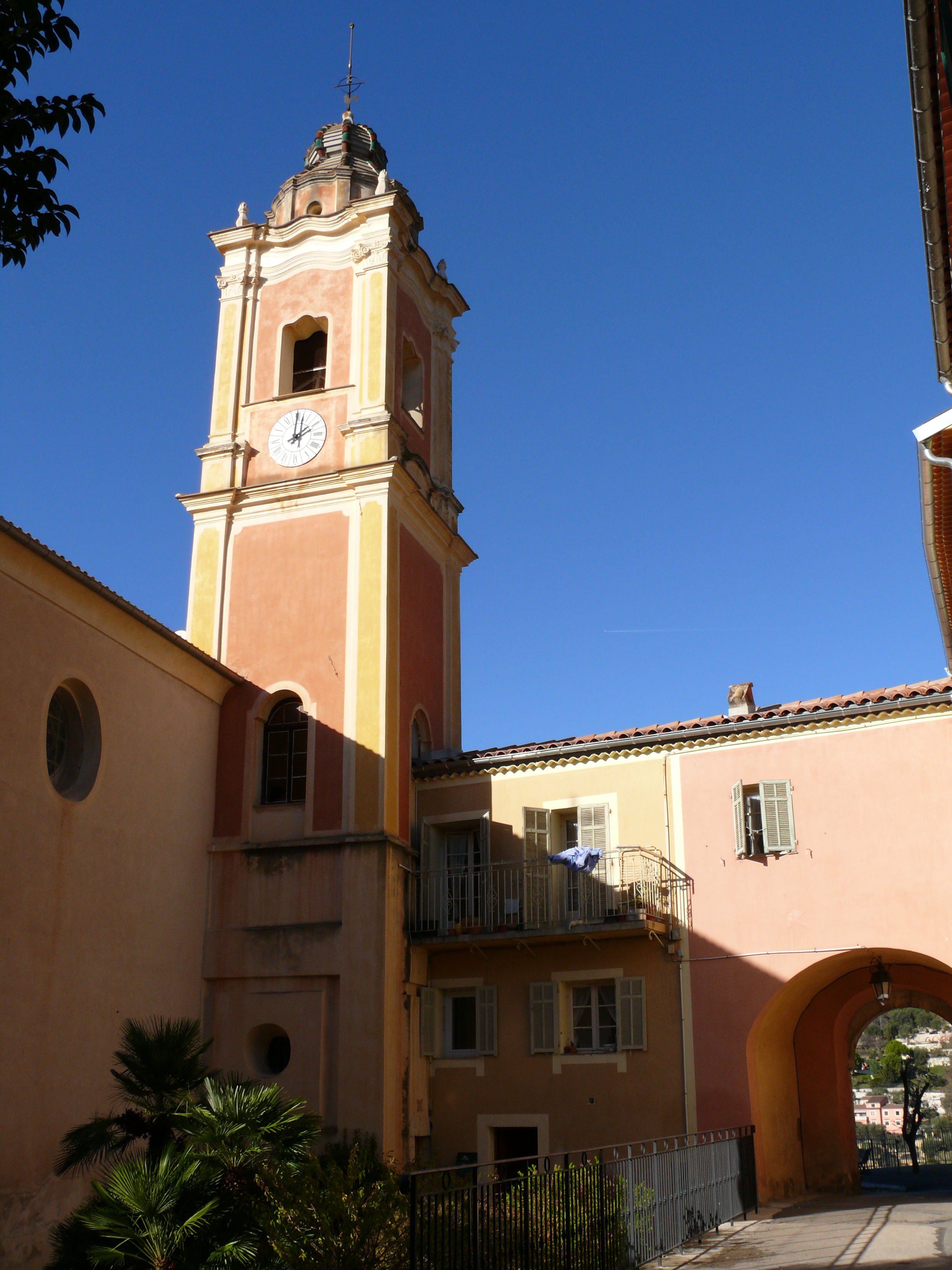
Clocher de l'église Saint-Pierre
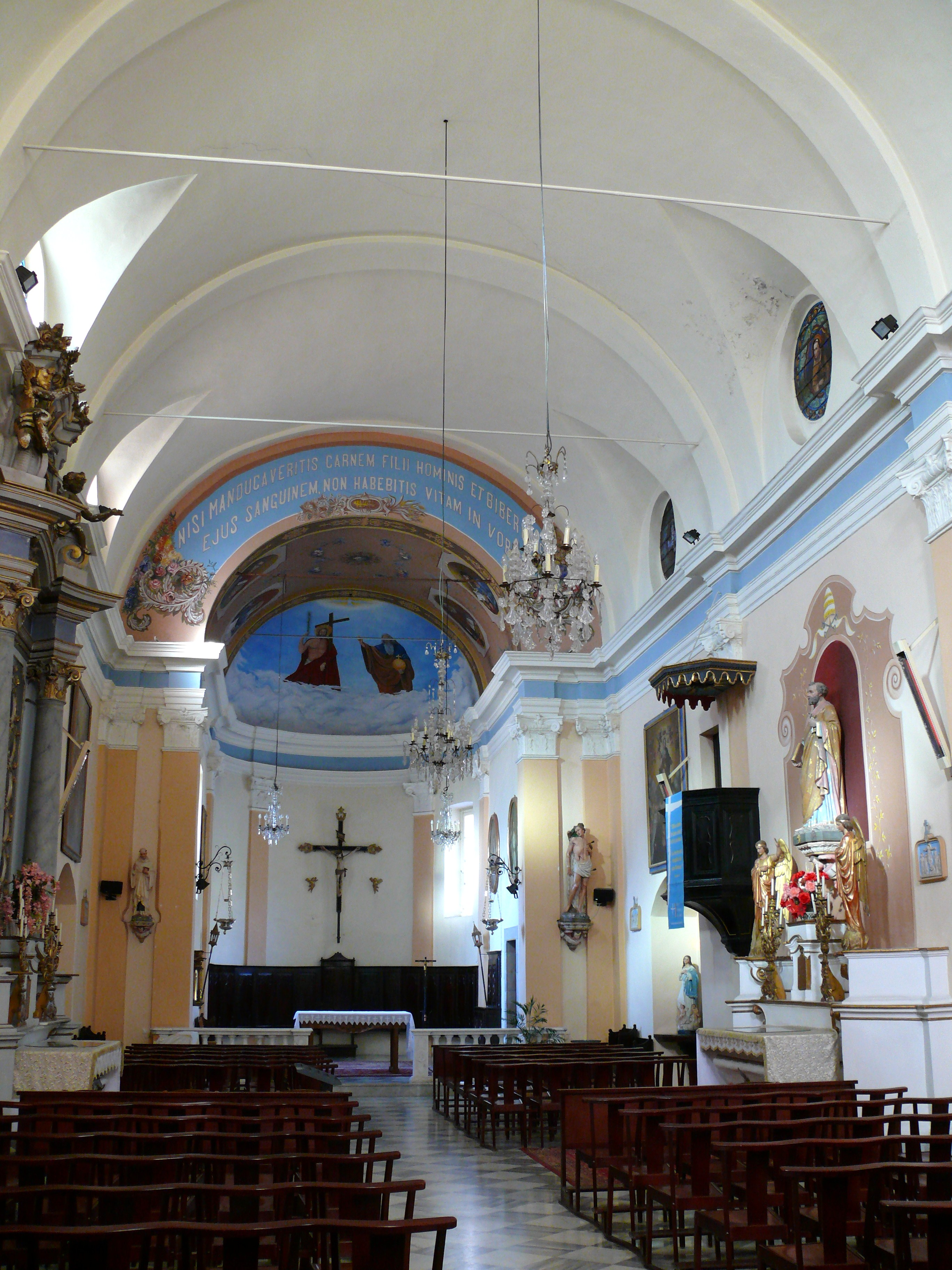
Nef de l'église Saint-Pierre
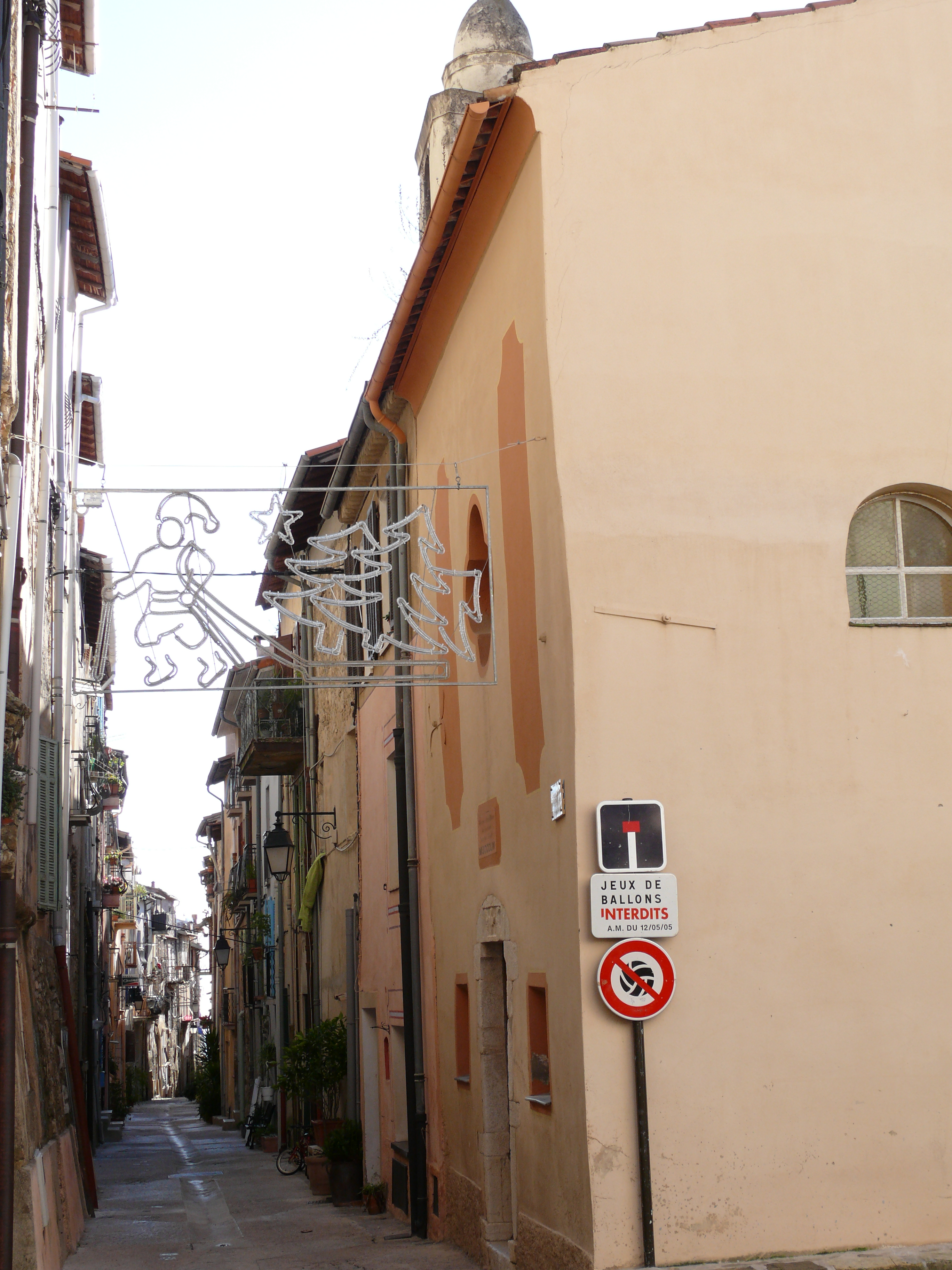
Chapelle des Pénitents Blancs, face à l'église
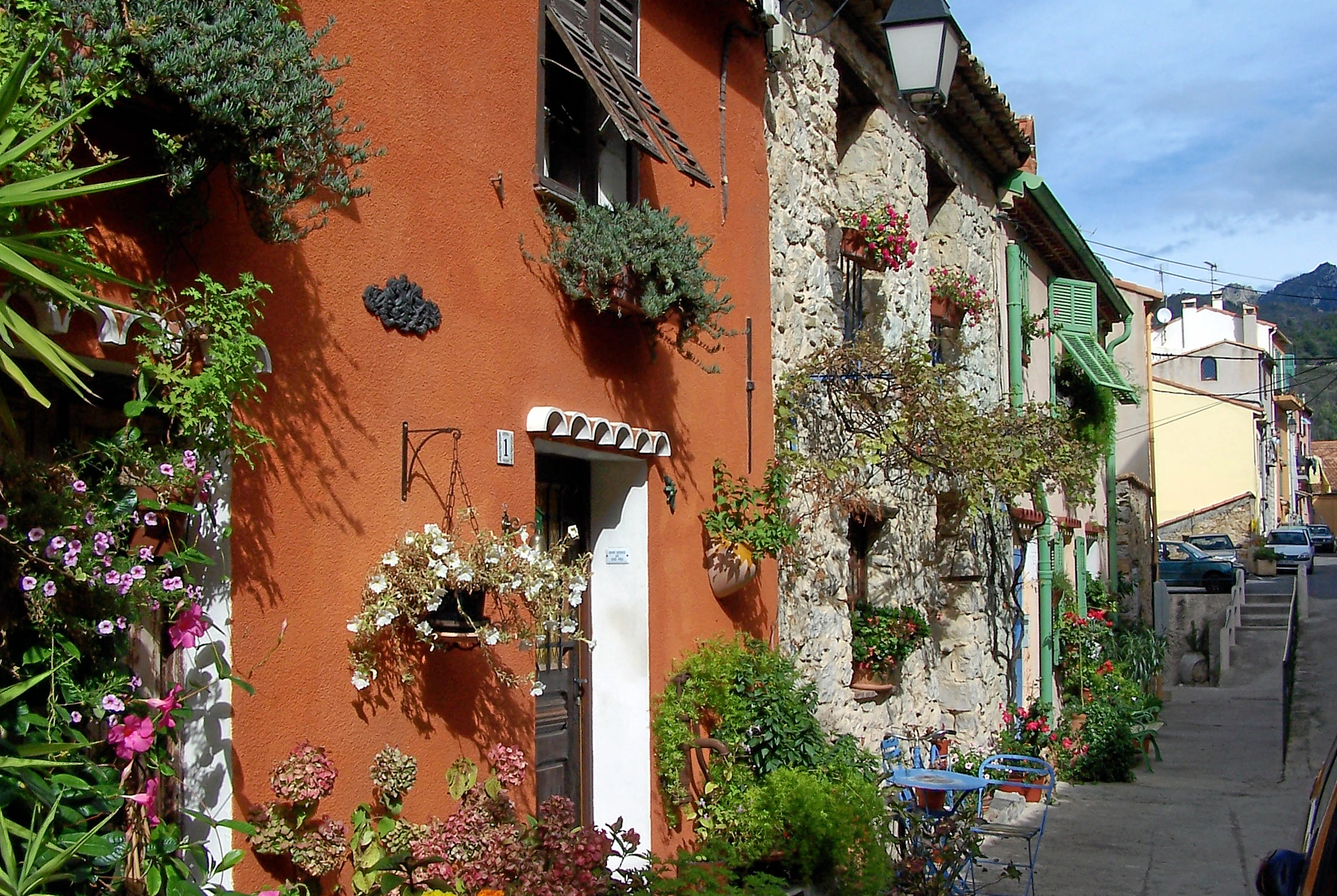
Une rue de Castellar
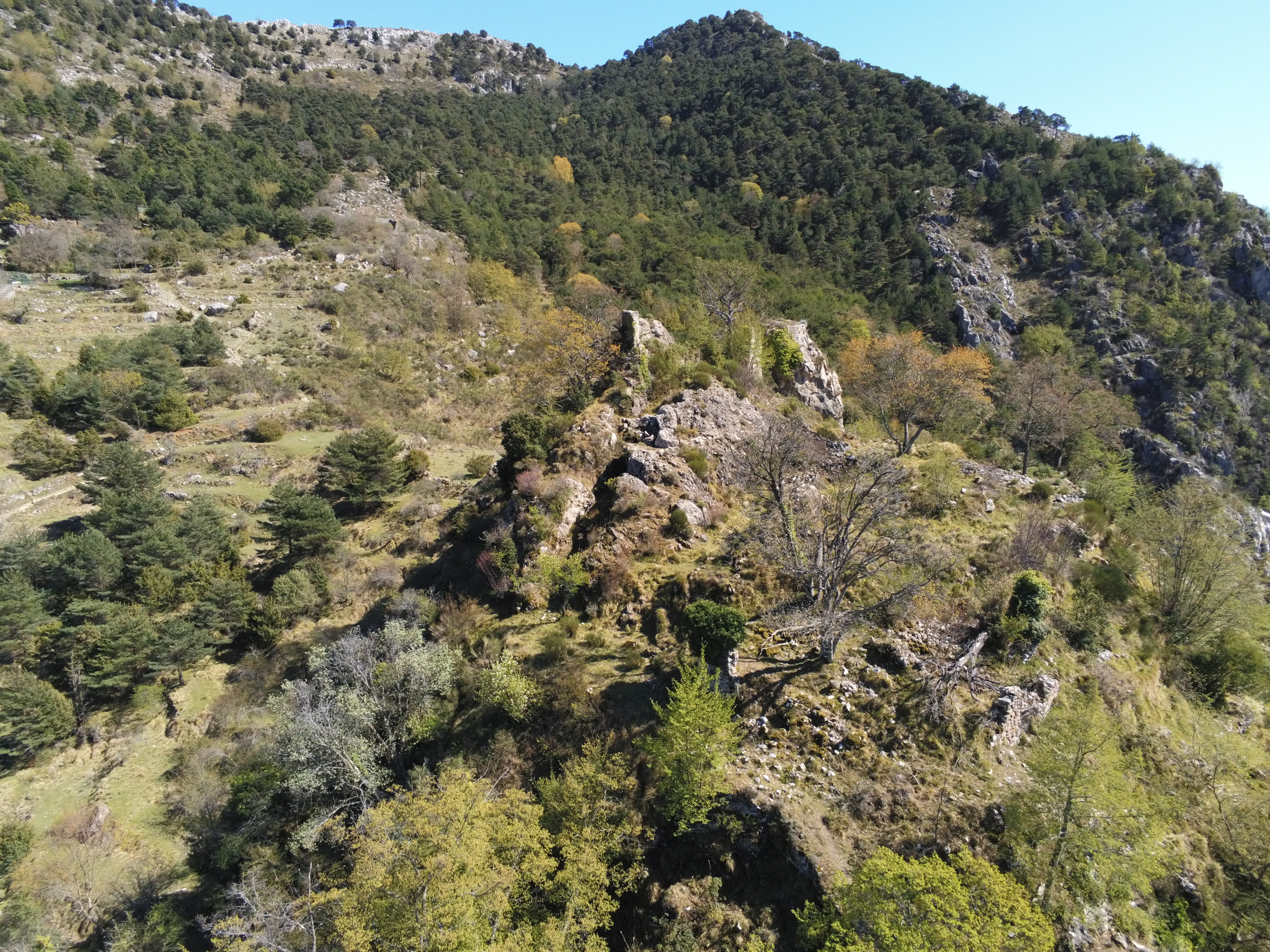
Le Vieux Castellar

### Héraldique
| Blason | Blasonnement : D'or à la tour (au château) de gueules, ouverte et ajourée du champ, sommée d'une aigle bicéphale de sable, becquée et membrée de gueules. |

Castellar reprend la devise de la famille des Lascaris Nec me fulgura (la foudre même ne saurait m'atteindre).

## Activités

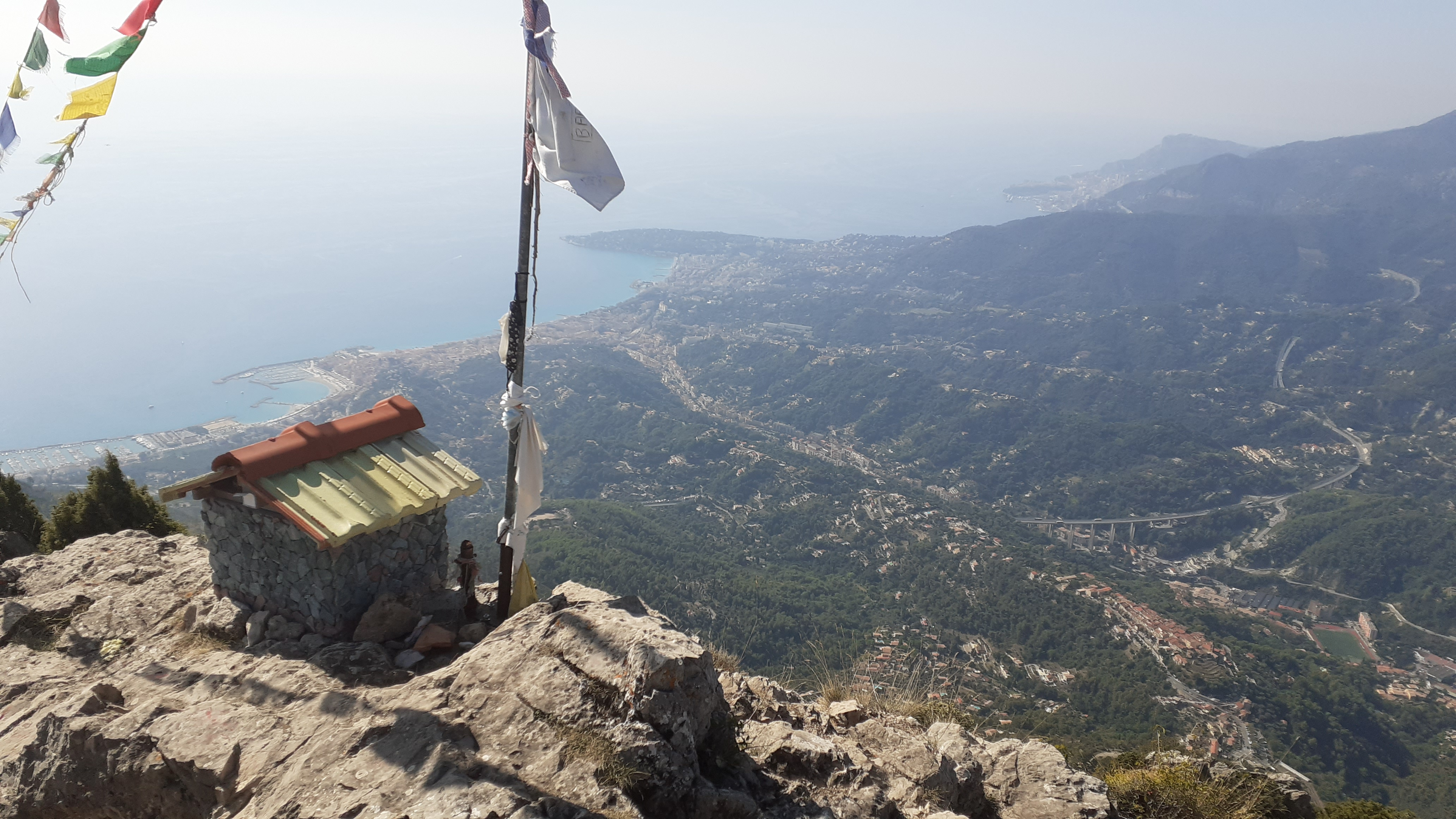
Vue sur Castellar en bas à droite depuis le Roc d'Orméa.

### Randonnée pédestre
Le village de Castellar est le point de départ de nombreux sentiers de randonnée vers les cols (col du Berceau sur le GR52, col du Razet, etc.) et les sommets environnants (Roc d'Orméa, cime de Restaud, Grand Mont, point culminant des sommets du littoral, etc.). Il constitue également le point de passage du sentier de grande randonnée GR51.

## Personnalités liées à la commune
- Jean-Paul Lascaris, 57e grand maître de l'ordre de Saint-Jean de Jérusalem, né à Castellar le 28 juin 1560, mort à Malte le 14 août 1657.